# Armada Invencible
La Grande y Felicísima Armada, denominada sarcàsticament l'Armada Invencible pels anglesos, va ser el nom que va rebre la gran flota que va armar Felip II de Castella el 1588 per a la conquesta d'Anglaterra. La intenció de Felip II amb aquesta flota era envair l'illa, destronar la reina Isabel I, imposar-hi el catolicisme i controlar la política exterior anglesa. El començament de les hostilitats entre Espanya i Anglaterra s'havia produït el 1585 i duraren fins al Tractat de Londres (1604), favorable als interessos de la Monarquia Hispànica. La supremacia marítima espanyola seguiria essent una realitat fins al 1639, amb la derrota de la Batalla de les Dunes.

## El pla
Felip II de Castella, devot catòlic romà, havia estat monarca consort d'Anglaterra fins a la mort de la seva esposa Maria I d'Anglaterra el 1558. Felip considerava la protestant Elisabet I d'Anglaterra una heretge i reina il·legítima d'Anglaterra, donant suport a complots per enderrocar-la en favor de la seua cosina catòlica Maria I d'Escòcia, a qui Maria havia fet empresonar i executar el 1587. A més, Elisabet, que va intentar fer avançar la causa del protestantisme, donava suport a la revolta neerlandesa contra Espanya.
Com a represàlia, Felip va planejar una expedició per envair i conquerir Anglaterra, que neutralitzaria el suport a les Províncies Unides –que no formaven part dels Països Baixos espanyols– i tallaria els atacs anglesos contra les possessions espanyoles al Nou Món i contra les flotes del tresor de l'Atlàntic. El rei va tenir el suport del papa Sixt V, que considerà la invasió com una croada, amb la promesa d'una subvenció quan l'Armada desembarqués.
La idea era travessar el Canal de la Mànega per recollir un exèrcit espanyol de 30.000 homes dirigit per Alexandre I de Parma que travessarien el canal en barcasses protegides per la flota d'Álvaro de Bazán y Guzmán per desembarcar a la costa del comtat de Kent.

## Els preparatius

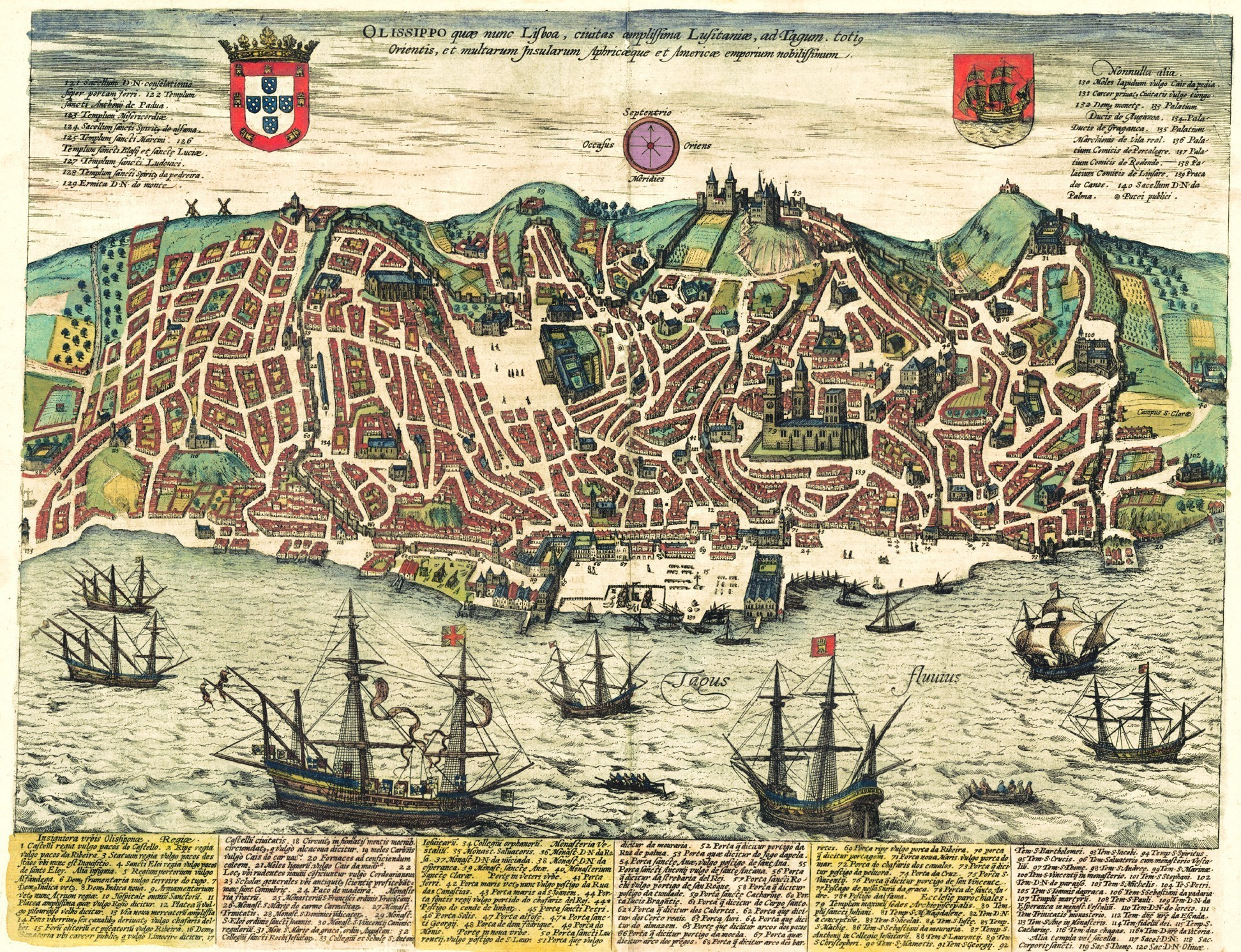
Lisboa a finals del segle XVII

A la mort d'Enric I de Portugal el 1580 comença la segona crisi de successió, que es resol amb la pujada al tron portuguès de Felip II d'Espanya. Lisboa, protegida de manera natural per l'estret accés de la boca del Tajo i capaç de rebre els majors vaixells, es va convertir molt aviat en centre estratègic per a les operacions navals de la monarquia. De Lisboa va partir l'expedició naval que, sota el comandament d'Álvaro de Bazán y Guzmán, va conquerir les Açores, on va derrotar a la flota d'Antoni I de Portugal, pretendent a la corona portuguesa, formada sobretot per vaixells francesos.
El nucli de la flota de guerra espanyola va estar format pels onze galions portuguesos amb armament pesant presos després de l'annexió, perquè Castella no tenia encara vaixells de guerra de tant tonatge. Els mateixos galions portuguesos que van mostrar que les Espanyes eren una potència naval atlàntica en alça serien poc després el nucli de l'Armada Invencible.
El mes de gener Álvaro de Bazán y Guzmán va dividir la flota en set esquadres:
- Portugal, amb el São Martinho com a primer navili d'Esquadra al comandament d'Alonso Pérez de Guzmán i el São João com a segon navili d'esquadra.
- Andalusia, Amb el San Cristóbal com a primer navili d'Esquadra al comandament de Diego Flores de Valdés i el San Juan Bautista com a segon navili d'esquadra.
- Biscaia, amb el Santa Ana com a navili insígnia de l'Esquadra, al comandament de Juan Martínez de Recalde i el Gran Grin com a segon navili d'Esquadra.
- Guipúscoa, al comandament de Miguel de Oquendo
- Llevant
- Galiasses i transports: Antonio Hurtado de Mendoza comandava 23 zabres i pataches. Hug de Montcada, al front de 4 galeres de Nàpols (entre altres la Girona) i Diego Medrano, amb 4 galeres de Portugal

## El comandament de Medina-Sidonia
El 19 de febrer de 1588, Alonso Pérez de Guzmán, VII duc de Medina-Sidonia, rep l'anunci de la mort d'Álvaro de Bazán y Guzmán, arquitecte de la Grande y Felicíssima Armada, i l'ordre de partir a Lisboa al comandament de l'empresa, per raons més polítiques que militars. Les seves preocupacions en relació amb la pressa que exigia el rei i el mal estat de l'armada, dissenyada precipitadament, mal proveïda, i sense el personal necessari ni adient. Una armada que ell havia de disposar en un espai de temps massa curt i només disposava de 9.000 homes.
| «                        | V.M. em va manar vingués a Lisboa a aparellar aquesta armada i portar-la al meu càrrec. I en acceptar la jornada vaig proposar a V.M. moltes causes pròpies del seu servei, per do no convenia el que jo la fes, no per refusar el treball, feina, si no per veure que se n'anava a l'empresa d'un regne tan gran i tan ajudat dels veïns i que per a això era menester molta més força de la qual V.M. tenia junta a Lisboa. I així vaig refusar aquest servei per aquesta causa. I per entendre que es facilitava més a V.M. el negoci del que alguns entenien, que només miressin al seu real servei, sense més finalitats | » |
| — Alonso Pérez de Guzmán | |   |

.
| «                                            | ...tot i que hagin escrit a V.M. d'aquí, que aquesta armada estava tant a punt i en ordre que podria partir dins de pocs dies, després que jo he arribat l'he trobat tan diferent d'això, que fos impossible poder fer-se, car tot el que jo he fet després que vaig arribar i el que es va fent és tan necessari, que si no es fes dins del port, posaria l'armada a molt risc, perquè tota l'artilleria s'ha canviat, per ser impossible poder servir-se d'ella de la manera que estava posada, i moltes altres coses d'aquesta qualitat que han estat necessàries de canviar | » |
| — Alonso Pérez de Guzmán, 26 de març de 1588 | |   |

Entre el 28 i el 30 de maig de 1588 sortia de Lisboa la flota, composta per uns 130 vaixells, 8.000 mariners i 18.000 soldats, amb portava 1.500 canons de bronze i 1.000 canons de ferro, trigant dos dies per sortir del port. Contenia 28 naus de guerra: 20 galions, 4 galeres i 4 galeres. La resta dels vaixells pesants consistia principalment de carraques armades i transports, i hi havia 34 vaixells lleugers.

## Camí cap a Anglaterra

Mapa de la ruta seguida pels navilis de l'"Armada Invencible"

Entre el 22 i el 28 de juliol les galernes davant La Corunya van dispersar 40 vaixells de la flota, empenyent a alguns vaixells fins al sud-est d'Anglaterra i a altres cap al golf de Biscaia. La flota va estar la resta del mes reunint-se, mentre Alonso Pérez de Guzmán va tornar a aconsellar una vegada més a Felip II de Castella que desistís de l'empresa o que el rellevés del comandament. Entretant, els anglesos van enviar una flota de guerra destinada a enfrontar-se a la Gran Armada mentre aquesta es trobava amarrada en La Corunya, però les condicions meteorològiques eren tan dolentes que els anglesos ni tan sols van aconseguir arribar a la península i van haver de tornar als seus ports.
La flota espanyola fou albirada pel vaixell anglès Golden Hind comandat per Thomas Fleming, qui va tenir temps de donar la veu d'alarma mentre la Grande encara es recomponia. Quan l'armada assolia l'altura de Fowey, els fars costaners anglesos ja anunciaven la seva presència. La flota anglesa fondejada a Plymouth no tenia possibilitats de salpar, ja que ni el temps ni la mar no li ho permetien en aquell moment. Amb la brisa en contra i la pujada de la marea, la flota anglesa es trobava atrapada al port. A més en aquells mateixos instants l'Armada Invencible navegava vent a favor, a sobrevent. De l'avís de Fleming a Drake sobre l'arribada espanyola, neix un mite sobre el comentari de Drake quan, jugant a les bitlles a Plymouth li va arribar la notícia de l'albirament de l'estol.
| «               | Tenim temps d'acabar la partida. Després vencerem els espanyols | » |
| — Francis Drake |                                                                 |   |

Alonso de Leyva, que formava part de l'esquadra de Llevant, va suggerir al comandant de la flota atacar els anglesos mentre es trobaven impossibilitats al port, però Medina-Sidonia, portat per l'obediència cega al seu rei, tenia unes directrius inamovibles a seguir: reunir-se tant sí com no amb les tropes que esperaven a Flandes i llançar-se sobre Anglaterra quan els fos possible.

## L'estol anglès i de les Províncies Unides
La flota anglesa es va preparar a Plymouth en espera de notícies dels moviments espanyols. La flota consistia en els 34 vaixells de la flota reial, dels quals 24 eren de 200 a 400 tones, i 163 d'altres vaixells, dels quals 30 van ser de 200 a 400 tones portant fins a 42 canons cadascuna; 12 d'aquests corsaris eren propietat de Lord Charles Howard d'Effingham, Sir John Hawkins i Sir Francis Drake. La flota espanyola superava l'anglesa en nombres absoluts amb més vaixells i armament, estimant-se en un 50% superior la seva potència de foc.

## Primers encontres
El 31 de juliol, la flota anglesa ancorada a Plymouth, de 55 vaixells al comandament de Charles Howard i Francis Drake començà a atacar tímidament els espanyols i al marge de les primeres preses de contacte i estimació del poder adversari, es realitzaren per part anglesa els primers atacs amb canoneigs a llarga distància a Eddystone i l'illa de Portland. Els galions anglesos van emprar una maniobra que va permetre la major concentració de foc continu, utilitzant una línia amb el vaixell insígnia de líder i el vice-insígnia al final, encarant la part posterior de la formació de mitja lluna espanyola, per després travessar el centre amb cada vaixell disparant ràfegues al passar a través de la línia de l'Armada, primer a l'avantguarda espanyola, i després a la rereguarda, cada vaixell, successivament. Una vegada que l'últim vaixell havia disparat, cada vaixell girava, i en ziga-zaga cap enrere, repetia el procés amb el vice-insígnia ara líder, i vaixell insígnia de la línia final per davant.
En un d'aquests xocs ocorregueren dos accidents importants pel botí aconseguit pels anglesos: El galió Nuestra Señora del Rosario, navili insígnia de Pedro Valdés en una maniobra d'abordatge sobre un navili anglès, xocà amb el Santa Catalina, quedant inutilitzat el seu pal i queda a la mercè dels anglesos junt amb la seva tripulació, i al San Salvador li explotà la santabàrbara i el pànic i desconcert del personal a bord feren que aquest es lliurés.

## El Canal
La flota espanyola es va arrecerar a les aigües de l'Illa de Wight per esperar les notícies d'Alexandre I de Parma. En un atac a gran escala, la flota anglesa es van dividir en quatre grups atacant des del sud. En el moment crític Alonso Pérez de Guzmán va enviar reforços al sud i va ordenar sortir de nou a mar obert per evitar els bancs de sorra. No hi havia ports segurs a prop i es va veure obligat a dirigir-se a Calais.
La flota va arribar a Calais el 26 de juliol en formació defensiva de mitja lluna sense saber la disposició de l'exèrcit de Parma, que s'havia reduït a 16.000 homes i esperava la flota de barcasses enviades des dels ports de la costa flamenca, li caldrien almenys sis dies per embarcar mentre Medina Sidonia esperava fondejat. Dunkerque va ser bloquejat per una flota holandesa de trenta vaixells petits al comandament de l'almirall Justin de Nassau. Parma volia que l'Armada enviés els seus pataixos per espantar els neerlandesos, però no podia fer-ho perquè por de necessitar-los per a la seva pròpia protecció.
Sense ports d'aigües profundes on la flota pogués arrecerar-se, els espanyols es van veure vulnerables de nit. La mitjanit del 28 de juliol, els anglesos van calar a vuit brulots plens de brea, sofre, pólvora i quitrà, enviant-los a favor del vent contra els vaixells ancorats a prop de l'Armada. Els espanyols temien que aquests brulots fossin hellburners plens d'explosius, que havien estat usats al Setge d'Anvers. Dos d'ells van ser interceptats i remolcats, però la resta es va llançar sobre la flota. El vaixell insígnia de Medina Sidonia i els principals vaixells de guerra van mantenir les seves posicions, però la resta de la flota va tallar els cables de les àncores i es dispersaren amb gran confusió. Cap vaixell espanyol no es va cremar, però la formació es va trencar, i la flota es trobava ara massa a sotavent de Calais, al sud-oest.

## La batalla de Gravelines

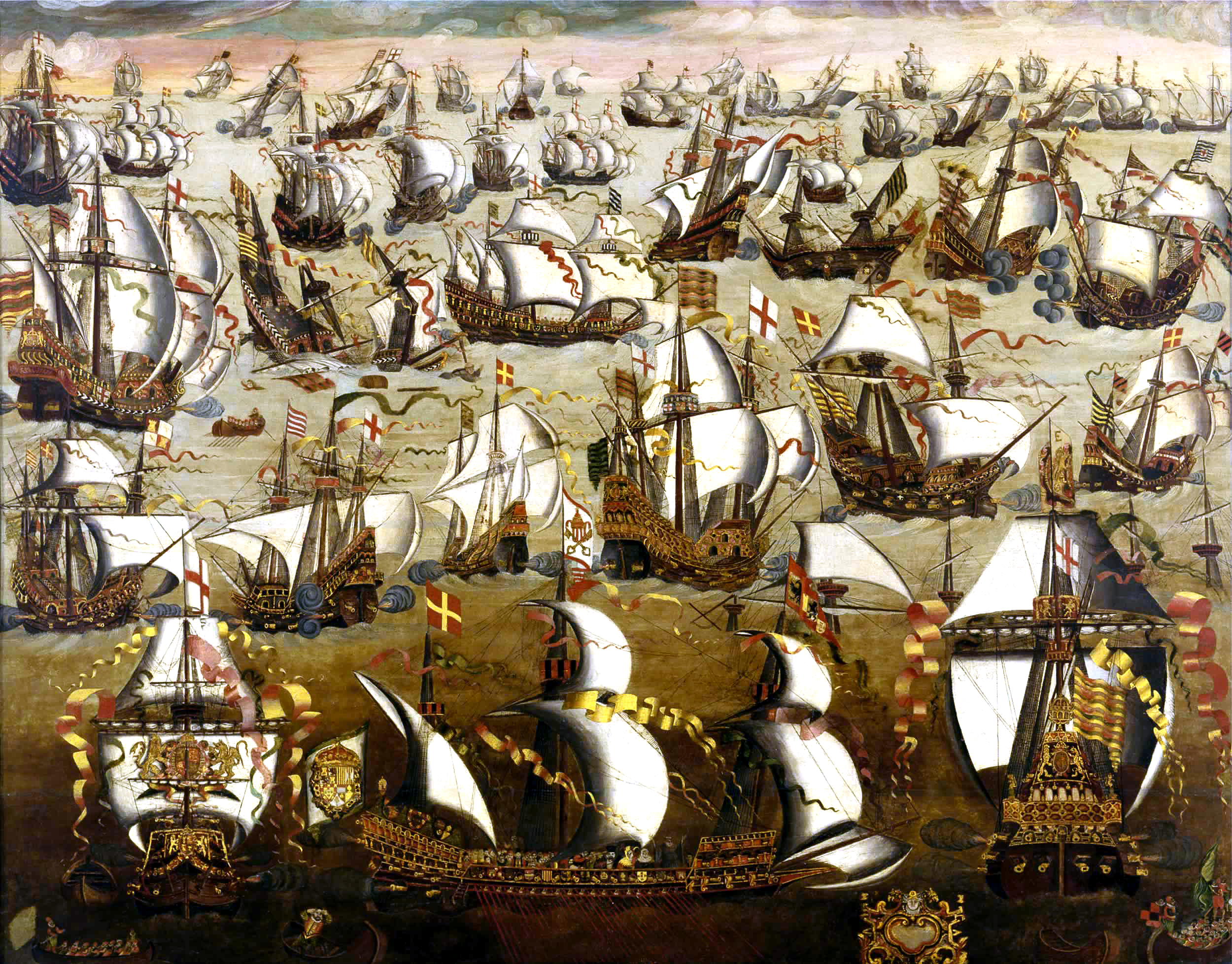
La batalla entre l'Armada espanyola i la flota anglesa.

El 8 d'agost de 1588, a l'altura de Gravelines, la Gran Armada va tenir l'únic combat important contra una flota anglesa manada per sir Francis Drake, a qui Charles Howard va cedir el comandament per la seva experiència. Els anglesos, que havien d'acostar-se a cent metres dels espanyols per foradar els bucs van bolcar tota la seva fúria artillera fins a esgotar la munició sobre els espanyols gràcies al fet que els seus canons disposaven de rodes que permetien una ràpida recàrrega i els mariners havien estat entrenats, mentre que els espanyols no van esgotar la munició.
Cinc vaixells espanyols es van perdre. La galiassa San Lorenzo va encallar a Calais i va ser presa per Howard després dels combats. Els galions de São Mateus i São Filipe es van allunyar en condicions d'enfonsament, encallant a l'illa de Walcheren l'endemà i sent presos pels holandesos. Una carraca va encallar a prop de Blankenberge, i molts altres vaixells espanyols van patir greus danys, especialment els galions atlàntics espanyols i portuguesos que van haver de suportar durant les primeres hores de la batalla el pes de la lluita en accions individuals desesperades contra els grups de vaixells anglesos.

## El retorn

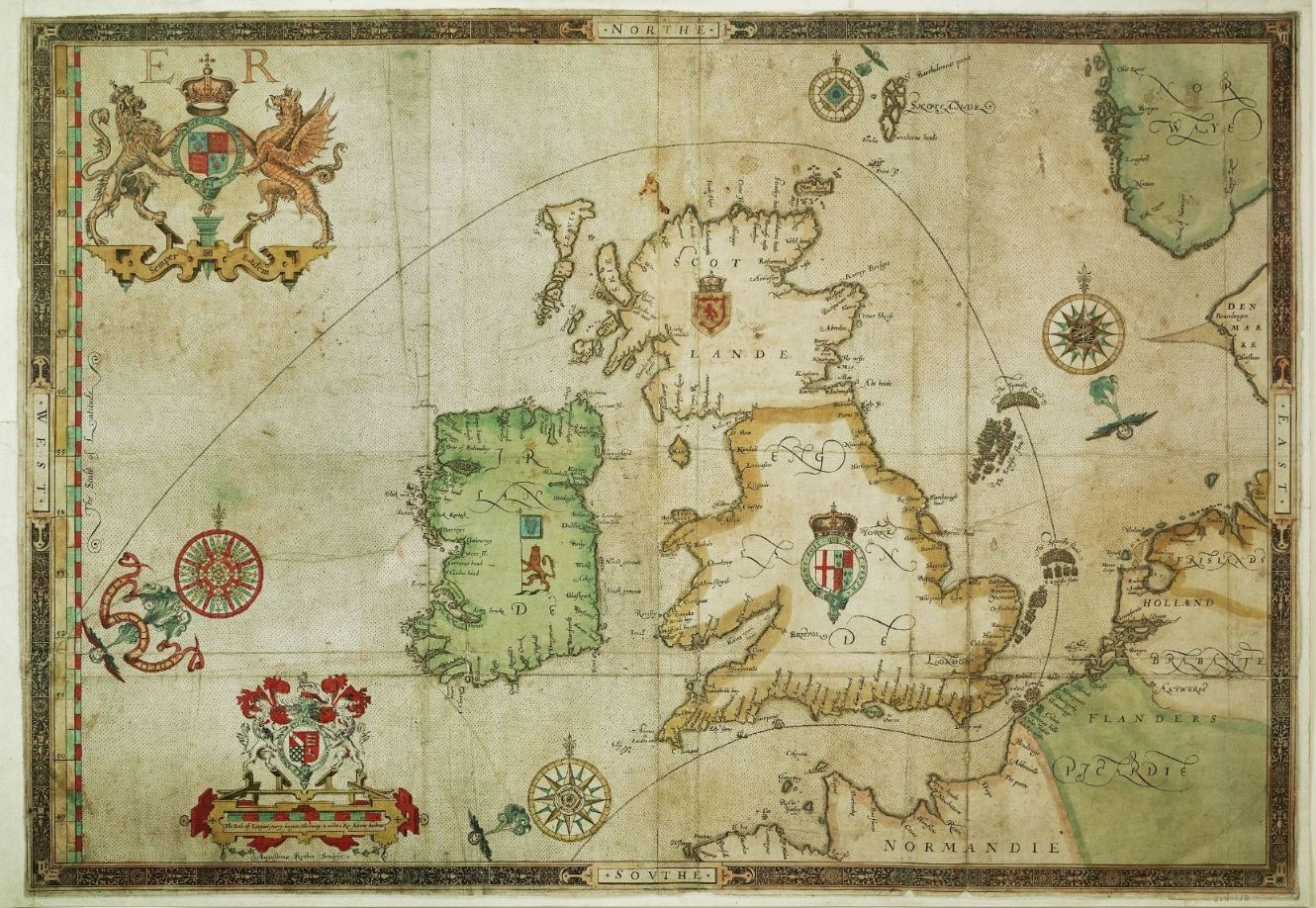
Mapa contemporani de la ruta seguida pels navilis de l'"Armada Invencible".

L'endemà de la batalla, el vent va canviar, permetent Alonso Pérez de Guzmán moure la seva flota cap al nord, lluny de la costa francesa però sense poder recalar igualment als ports flamencs. Malgrat estar sense munició, els anglesos van perseguir als espanyols per impedir la reunió amb Alexandre I de Parma.
El 12 d'agost Howard va ordenar aturar la persecució a l'altura del fiord de Forth a Escòcia, quan els espanyols ja patien de set i esgotament, i l'única opció que quedava a Medina Sidonia per traçar un curs de retorn a Espanya era voltant les illes pel nord i l'oest, un camí molt perillós en el qual es van succeir els enfonsaments a les abruptes i tempestuoses costes britàniques del Mar del Nord i el Mar d'Irlanda, causant prop de 10.000 baixes a causa del ferotge temporal que els va sorprendre vorejant les costes angleses, tot i que uns 9.000 mariners anglesos van ser víctimes de sengles epidèmies de tifus i disenteria que van esclatar a bord dels vaixells anglesos immediatament després de l'enfrontament amb la flota espanyola.
El 18 d'agost la reina Elisabet I d'Anglaterra va anar a Tilbury per encoratjar a les seves forces.
| «                                                       | He vingut entre vosaltres en aquest moment, com veieu, no per gaudir i entretenir-se, sinó resolta, en el mig i la calor de la batalla, per viure i morir entre vosaltres, per establir al meu Déu, i per al meu regne, i la meva gent, el meu honor i la meva sang, fins i tot en la pols. Sé que tinc el cos d'una dona feble i fràgil, però tinc el cor i l'estómac d'un rei, i d'un rei d'Anglaterra també, i crec que cal menysprear Parma o Espanya, o qualsevol altre príncep d'Europa, que s'atreveixi a envair les fronteres del meu regne. | » |
| — Elisabet I d'Anglaterra , Tilbury, 18 d'agost de 1588 | |   |

El pla espanyol per unir-se amb l'exèrcit de Parma havia estat derrotat, però la presència de l'Armada en aigües del nord seguia plantejant una gran amenaça per Anglaterra.
| «          | Duc, jo vaig enviar les meves naus a lluitar contra els homes, no contra els elements: que s'acompleixi la voluntat de Déu | » |
| — Felip II | |   |

Els vaixells anglesos es van mostrar més àgils i maniobrables que els espanyols, evitant en tot moment els abordatges en els quals els galions espanyols eren millors i ningú no va gosar a desafiar-los a curta distància. L'artilleria anglesa, tot i l'escàs percentatge d'encert de la primitiva artilleria de l'època es va mostrar superior a l'espanyola

## Conseqüències
L'armada espanyola, tot i que no tenia la intenció de buscar la batalla, estava disposada a fer-ho d'una manera tradicional, disparant un cop, acostar-se i abordar. L'anglesa va emprar les tàctiques que caracteritzarien la guerra naval en els segles següents: l'ús continu i ben ordenat de descàrregues massives d'artilleria pesant, combinada amb la velocitat i maniobrabilitat. Aquestes tàctiques marquen clarament la transició de la nau com a plataforma d'infanteria a la nau com plataforma d'armes. Aquest és el mecanisme que havia de conduir a l'eventual supremacia naval anglès, i a través del qual es va establir el control de les rutes comercials oceàniques.
La flota espanyola prengué nota de les innovacions introduïdes pels anglesos en la batalla naval de Gravelines, unint-les amb la major experiència espanyola en la construcció de vaixells. Felip II de Castella va veure que valia la pena perseverar en la construcció de sòlids galions, molt millors a l'abordatge, tècnica que no es va posar en pràctica al Canal de la Mànega donades les elusives tàctiques angleses i va manar reforçar urgentment la seva esquadra naval, encarregant dotze nous galions, i el 1591 la columna vertebral de la seva armada reconstituïda ja en disposava de dinou, d'ells tres de nous, dos capturats als anglesos, i quatre veterans supervivents de Portugal. Els nous vaixells espanyols eren més lleugers que els emprats anteriorment, i això els va proporcionar una agilitat que, unida a la millora del sistema d'escorta de les flotes de l'Índia, va permetre repel·lir la majoria dels atacs dels corsaris i pirates anglesos, holandesos i francesos. Espanya va ser capaç de transportar amb total èxit durant la dècada de 1590 tres vegades més quantitat d'or i argent d'Amèrica que durant les dècades anteriors. De fet, una flota pirata anglesa al comandament de John Hawkins, enviada per tal de capturar la flota del tresor espanyola el 1590, va ser totalment derrotada pels vaixells d'escorta.
Espanya i Anglaterra van aconseguir victòries alhora en els combats navals lliurats per ambdós regnes, tant a la mar com a terra. D'aquesta manera, la guerra es va mantenir en un empat de pèrdues de recursos per als països fins al final. Mentre els anglesos saquejaven les possessions espanyoles i no van aconseguir l'objectiu de capturar una flota de l'Atlàntic, l'Armada espanyola es va preparar sense gaire èxit per envair Anglaterra el 1596, va repel·lir algun atac anglès i els corsaris espanyols capturaven tones de mercaderies de vaixells anglesos.

## Participació catalana
La participació catalana en l'armada de Felip II ha estat sovint ignorada i menystinguda. L'única aproximació possible és a partir de referències concretes.
- Una nau de Mataró requisada a Portugal.[20]
- Naus catalanes cremades per Drake.[21]
- La Girona
- Notícia de la derrota a la Generalitat de Catalunya.

| «                                                                                    | Dimarts, 4 d'octubre de 1588, dia de sant Francesc: En aquest dia vingué y se publica nova com la armada que sa magestat havia feta y tramesa a Inglaterra ere tornada en Espanya repartida per mal temps part en la Corunya y part en Laredo y Santander, vingué molt mal adobada per mal temps y falta de provisions en manera si moriren moltes persones, y entre altres se perdé una galeasa de la qual era capità don Hugo de Moncada fill del compte de Aytona la qual se encalla y los contraris pelearen ab ells, y mori dit don Hugo y Joan Setanti y altres cathalans peleant y ab les armes en les mans com a valents cavallers, de manera que sols pelearen y moriren en pelea cathalans y no altra nació, Deu sia de tot servit y lohat. | » |
| — Manual de novells ardits: vulgarment apellat Dietari del antich consell barceloní. | |   |